# Pfarrhaus (Rettenberg)

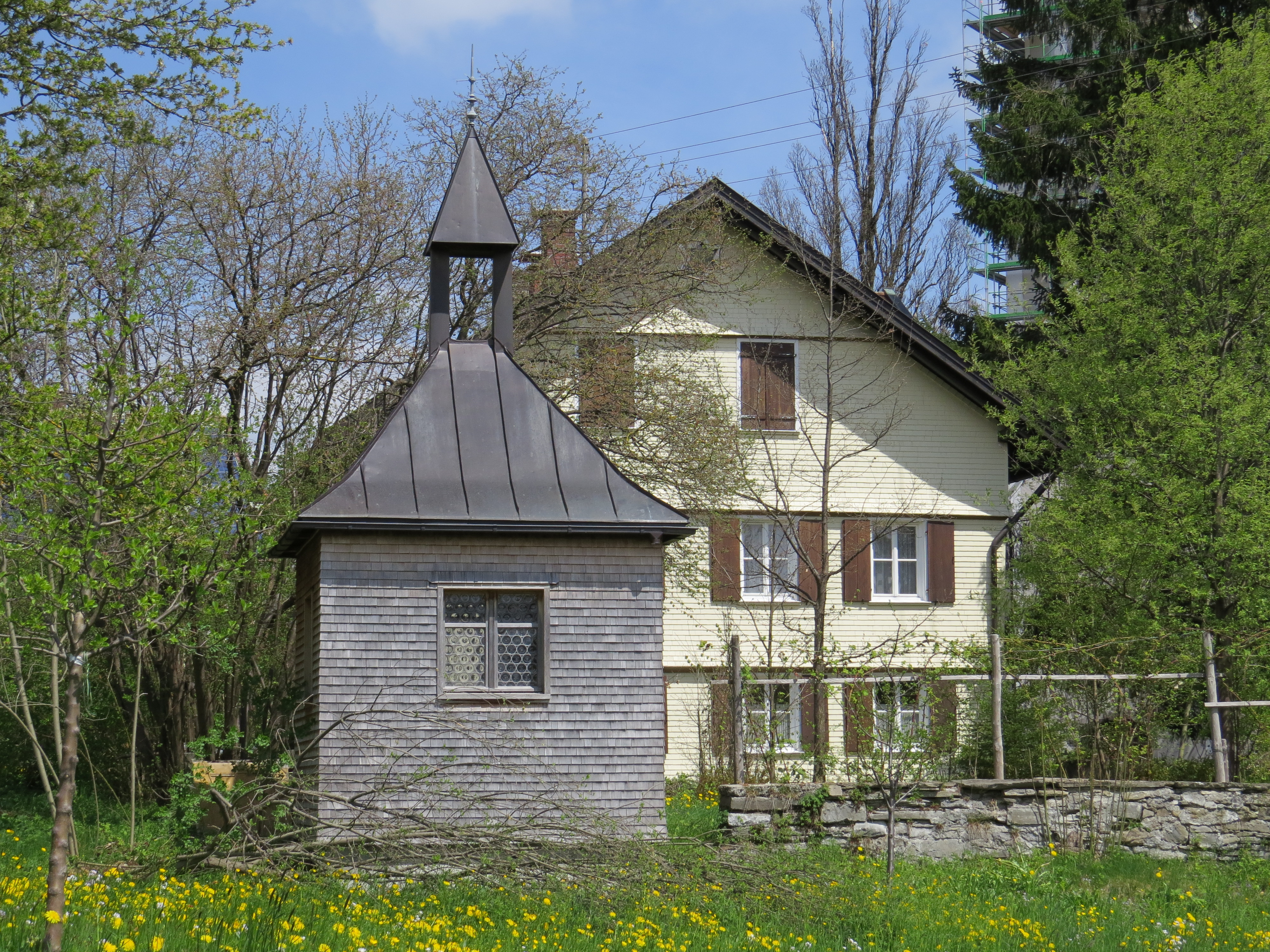
Pfarrhaus in Rettenberg (im Hintergrund)

Das Pfarrhaus in Rettenberg, einer Gemeinde im Landkreis Oberallgäu im bayerischen Regierungsbezirk Schwaben, wurde 1654 errichtet. Das Pfarrhaus an der Burgberger Straße 14 ist ein geschütztes Baudenkmal.
Der zweigeschossige verschindelte Blockbau mit Satteldach und Zwerchhaus wurde im Kern wohl 1654 errichtet und 1790, 1839 und 1877 umgebaut.